# Andrea Meza
Alma Andrea Meza Carmona (sinh ngày 13 tháng 8 năm 1994) là người mẫu và hoa hậu người Mexico. Cô được trao danh hiệu Hoa hậu Mexico 2016, Á hậu 1 Thế giới 2017, Hoa hậu Hoàn vũ Mexico 2020, Hoa hậu Hoàn vũ 2020 , là người chiến thắng Miss Grand Slam 2020. Cô là hoa hậu hoàn vũ thứ 3 đến từ Mexico.

## Sự nghiệp

### Hoa hậu Thế giới Mexico 2016
Meza bắt đầu sự nghiệp thi hoa hậu của mình vào năm 2016, sau khi cô được chọn làm đại diện cho Chihuahua tại Hoa hậu Thế giới Mexico 2016. Đây là phiên bản đầu tiên của cuộc thi sau khi cuộc thi Nuestra Belleza México. Trong cuộc thi, Meza tiến vào top 16, sau đó là top 10, và cuối cùng là top 5. Sau khi lọt vào top 5, Meza là một trong hai thí sinh được trao vương miện, đăng quang ngôi vị Hoa hậu Mexico 2017. Ana Girault, đại diện Thành phố Mexico, đăng quang Hoa hậu Mexico 2016 và được trao cơ hội đại diện Mexico tại Hoa hậu Thế giới 2016, trong khi Meza được trao cơ hội đại diện Mexico tại Miss World 2017. Ngoài ra, Meza đã giành chiến thắng trong thử thách thể thao tại cuộc thi.

### Hoa hậu Thế giới 2017
Hoa hậu Thế giới 2017 sau đó được tổ chức vào ngày 18 tháng 11 năm 2017 tại Sanya City Arena ở Tam Á, Trung Quốc. Trong các hoạt động trước cuộc thi, Meza đã giành chiến thắng trong nhóm 16 của Thử thách đối đầu, giúp cô lọt thẳng vào Top 40. Ngoài ra, cô còn là Á hậu 4 trong phần thi tài năng. Trong trận chung kết của cuộc thi, Meza đã tiến từ Top 40 vào Top 15, Top 10 và Top 5. Sau khi lọt vào Top 5, Meza đứng ở vị trí thứ hai sau người chiến thắng Manushi Chhillar của Ấn Độ. Ngoài ngôi vị Á hậu 1, Meza còn đoạt danh hiệu Nữ hoàng sắc đẹp Châu Mỹ, giúp cô lọt vào danh hiệu Hoa hậu Sắc đẹp Lục địa Thế giới 2017.

### Mexicana Universal 2020
Năm 2020, Meza được trao vương miện Mexicana Universal Chihuahua 2020, cho phép cô đại diện cho Chihuahua tại Mexicana Universal 2020. Trong các hoạt động trước cuộc thi, Meza đã chiến thắng sáu giải phụ, bao gồm cả giải phụ thể thao. Đêm chung kết được tổ chức vào ngày 29 tháng 11 năm 2020 tại Thành phố Querétaro. Meza tiến vào Top 15 và Top 10, cuối cùng là đăng quang Mexicana Universal 2020.

### Hoa hậu Hoàn vũ 2020
Với tư cách là Mexicana Universal, Meza đại diện cho Mexico tại Hoa hậu Hoàn vũ 2020. Chung kết cuộc thi được tổ chức vào ngày 16 tháng 5 năm 2021 tại Seminole Hard Rock Hotel & Casino Hollywood ở Hollywood, Florida, sau khi bị hoãn lại từ mùa thu năm 2020 đến tháng 5 năm 2021 do đại dịch COVID-19. Meza đã tiến vào Top 21, sau đó là Top 10, và cuối cùng là Top 5, sau phần thi ứng xử cô đã đăng quang Hoa hậu Hoàn vũ 2020 và được hoa hậu tiền nhiệm Zozibini Tunzi trao lại vương miện. Sau chiến thắng của mình, cô trở thành đại diện Mexico thứ ba giành được vương miện, sau Lupita Jones và Ximena Navarrete.